# Lijst van voetbalinterlands Djibouti - Togo
Deze lijst van voetbalinterlands is een overzicht van alle officiële voetbalwedstrijden tussen de nationale teams van Djibouti en Togo. De landen hebben tot op heden twee keer tegen elkaar gespeeld. De eerste ontmoeting, een kwalificatiewedstrijd voor de Afrika Cup 2017, werd gespeeld op 4 september 2015 in Djibouti. Het laatste duel, de returnwedstrijd in dezelfde kwalificatiereeks, vond plaats op 4 september 2016 in Lomé.

## Wedstrijden
| № | Plaats   | Datum            | Competitie                   | Wedstrijd       | Uitslag |
| - | -------- | ---------------- | ---------------------------- | --------------- | ------- |
| 1 | Djibouti | 4 september 2015 | Afrika Cup 2017 kwalificatie | Djibouti − Togo | 0 − 2   |
| 2 | Lomé     | 4 september 2016 | Afrika Cup 2017 kwalificatie | Togo − Djibouti | 5 − 0   |

## Samenvatting
| Competitie              | Totaal gespeeld | Winst Djibouti | Gelijk | Winst Togo | Doelsaldo Djibouti – Togo |
| ----------------------- | --------------- | -------------- | ------ | ---------- | ------------------------- |
| Afrika Cup-kwalificatie | 2               | 0              | 0      | 2          | 0 − 7                     |
| Totaal                  | 2               | 0              | 0      | 2          | 0 − 7                     |

Wedstrijden bepaald door strafschoppen worden, in lijn met de FIFA, als een gelijkspel gerekend.

## Details

### Eerste ontmoeting
| Afrika Cup 2017 kwalificatie (Djibouti, Djibouti, 4 september 2015): |       |                                 |
| Djibouti                                                             | 0 – 2 | Togo                            |
|                                                                      | goals | 5' Serge Akakpo 43' Floyd Ayité |

### Tweede ontmoeting
| Afrika Cup 2017 kwalificatie (Lomé, Togo, 4 september 2016):                                        |       |          |
| Togo                                                                                                | 5 – 0 | Djibouti |
| Vincent Bossou 25' Mathieu Dossevi 44' Kodjo Laba 52' Komlan Agbegniadan 89' Komlan Agbegniadan 90' | goals |          |

FDF · A-internationals · Djiboutiaans vrouwenelftal · Olympisch elftal · 
1990 – 1999 ·
2000 – 2009 ·
2010 – 2019 ·
2020 − 2029
1994 · 
1995 · 
1996 · 
1997 · 
1998 · 
1999 · 
2000 · 
2001 · 
2002 · 
2003 · 
2004 · 
2005 · 
2006 · 
2007 · 
2008 · 
2009 ·
2010 · 
2011 · 
2012 ·
2013 ·
2014 ·
2015 · 
2016 ·
2017 ·
2018 ·
2019 ·
2020 ·
2021 ·
2022 ·
2023 ·
2024
Algerije ·
Burkina Faso ·
Burundi ·
Comoren ·
Congo-Kinshasa ·
Egypte ·
Equatoriaal-Guinea ·
Eritrea ·
Ethiopië ·
Gambia ·
Guinee-Bissau ·
Jemen ·
Kenia ·
Libanon ·
Liberia ·
Malawi ·
Mauritius ·
Namibië ·
Niger ·
Oeganda ·
Pakistan ·
Rwanda ·
Sierra Leone ·
Soedan ·
Somalië ·
Swaziland ·
Tanzania ·
Togo ·
Tunesië ·
Zambia ·
Zimbabwe ·
Zuid-Soedan
FTF · Selecties · Togolees vrouwenelftal
1950 – 1959 · 
1960 – 1969 · 
1970 – 1979 · 
1980 – 1989 · 
1990 – 1999 · 
2000 – 2009 · 
2010 – 2019 ·
2020 − 2029
WK 2006
Algerije ·
Angola ·
Bahrein ·
Benin ·
Botswana ·
Bukina Faso ·
Centraal-Afrikaanse Republiek ·
Chili ·
Comoren ·
Congo-Bazzaville ·
Congo-Kinshasa ·
Denemarken ·
Djibouti ·
Egypte ·
Equatoriaal-Guinea ·
Ethiopië ·
Frankrijk ·
Gabon ·
Gambia ·
Ghana ·
Guinee ·
Guinee-Bissau ·
Iran ·
Ivoorkust ·
Japan ·
Kaapverdië ·
Kameroen ·
Kenia ·
Lesotho ·
Liberia ·
Libië ·
Liechtenstein ·
Luxemburg ·
Madagaskar ·
Malawi ·
Mali ·
Marokko ·
Mauritanië ·
Mauritius ·
Mozambique ·
Namibië ·
Niger ·
Nigeria ·
Oeganda ·
Oman ·
Paraguay ·
Rwanda ·
Sao Tomé en Principe ·
Saoedi-Arabië ·
Senegal ·
Sierra Leone ·
Soedan ·
Swaziland ·
Tsjaad ·
Tunesië ·
Verenigde Arabische Emiraten ·
Zambia ·
Zimbabwe ·
Zuid-Korea ·
Zuid-Soedan ·
Zwitserland
Frankrijk (2006) · 
Zuid-Korea (2006) · 
Zwitserland (2006)